# سیارک ۱۰۹۰۰
سیارک ۱۰۹۰۰ (به انگلیسی: 10900 Folkner، نامگذاری:1997WF21) ده هزار و نهصدمین سیارک کشف شده‌است که در ۳۰ نوامبر ۱۹۹۷ کشف شد.
قدر مطلق سیارک برابر ۱۸.۶ است.